# Banksiola smithi
Banksiola smithi är en nattsländeart som först beskrevs av Banks 1914.  Banksiola smithi ingår i släktet Banksiola och familjen broknattsländor. Inga underarter finns listade i Catalogue of Life.